# 國立海洋生物博物館
國立海洋生物博物館，簡稱海生館，位於臺灣屏東縣車城鄉，地處墾丁國家公園西北角龜山山麓的臨海地區，是以海洋生物為主題的大型博物館，此館占地約有96.81公頃。
1991年籌備成立，於2000年2月25日開放。其公共工程建設曾獲得美國工程顧問協會頒發的2001年「美國國家工程傑出獎」首獎。
2004年，國立東華大學與海生館合作成立「海洋科學學院」，成立海洋生物科技研究所及海洋生物多樣性及演化研究所，兩研究所於2014年合併而成「海洋生物研究所」。採「建制獨立、學制合作」，成為臺灣第一個博物館與高等學府之合作模式。2022年，與國立東華大學環境學院整合，改隸屬環境暨海洋學院。

## 歷史沿革
- 1991年，「國立海洋生物博物館籌備處」正式成立。
- 2000年2月25日，國立海洋生物博物館「台灣水域館」開館。7月，國立海洋生物博物館水族館部委由南仁湖企業旗下公司「海景世界企業股份有限公司」負責經營管理，開創國立社教單位首宗委外經營、專業分工的合作案例。
- 2004年，國立東華大學第二任校長黃文樞、國立海洋生物博物館首任館長方力行雙方推動下，國立東華大學與國立海洋生物博物館共同創辦「國立東華大學海洋科學學院」，旗下有海洋生物科技研究所、海洋生物多樣性及演化研究所。
- 2009年7月，國立海洋生物博物館與台灣大哥大合作手機語音導覽服務。
- 2012年2月3日，總統令公布《國立海洋生物博物館組織法》，全文5條。
- 2013年1月1日，《國立海洋生物博物館組織法》施行。
- 2022年，國立東華大學海洋科學學院、環境學院兩院進行整合，成為國立東華大學環境暨海洋學院旗下海洋生物研究所。

## 組織

### 國立海洋生物博物館
- 館長
  - 副館長

部門
- 企劃研究組
- 生物馴養組
- 科學教育組
- 展示組
- 工務機電組
- 秘書室
- 主計室
- 人事室
- 創藝中心（任務編組）
- 珊瑚礁生態永續生產轉譯中心（任務編組）
- 數位資訊中心（任務編組）
- 經營團隊：海景世界企業股份有限公司

### 國立東華大學環境暨海洋學院

#### 海洋生物研究所（Graduate Institute of Marine Biology）
- 海洋生物博士班（Ph.D. in Marine Biology）
- 碩士班海洋生物科技組（M.S. in Marine Biotechnology）
- 碩士班海洋生物多樣性及演化組（M.S. in Marine Biodiversity & Evolutionary Biology）

## 館區配置

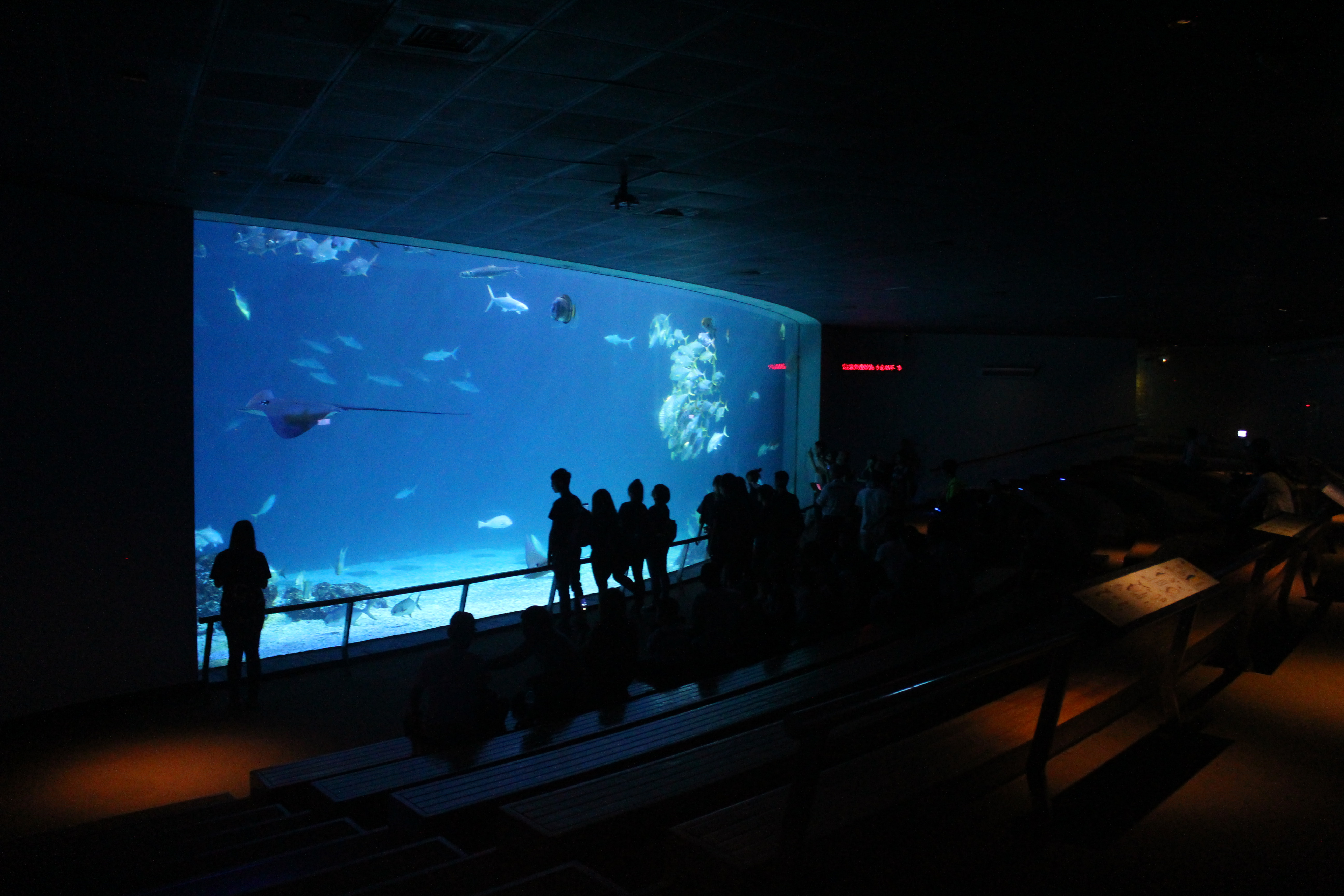
大洋池

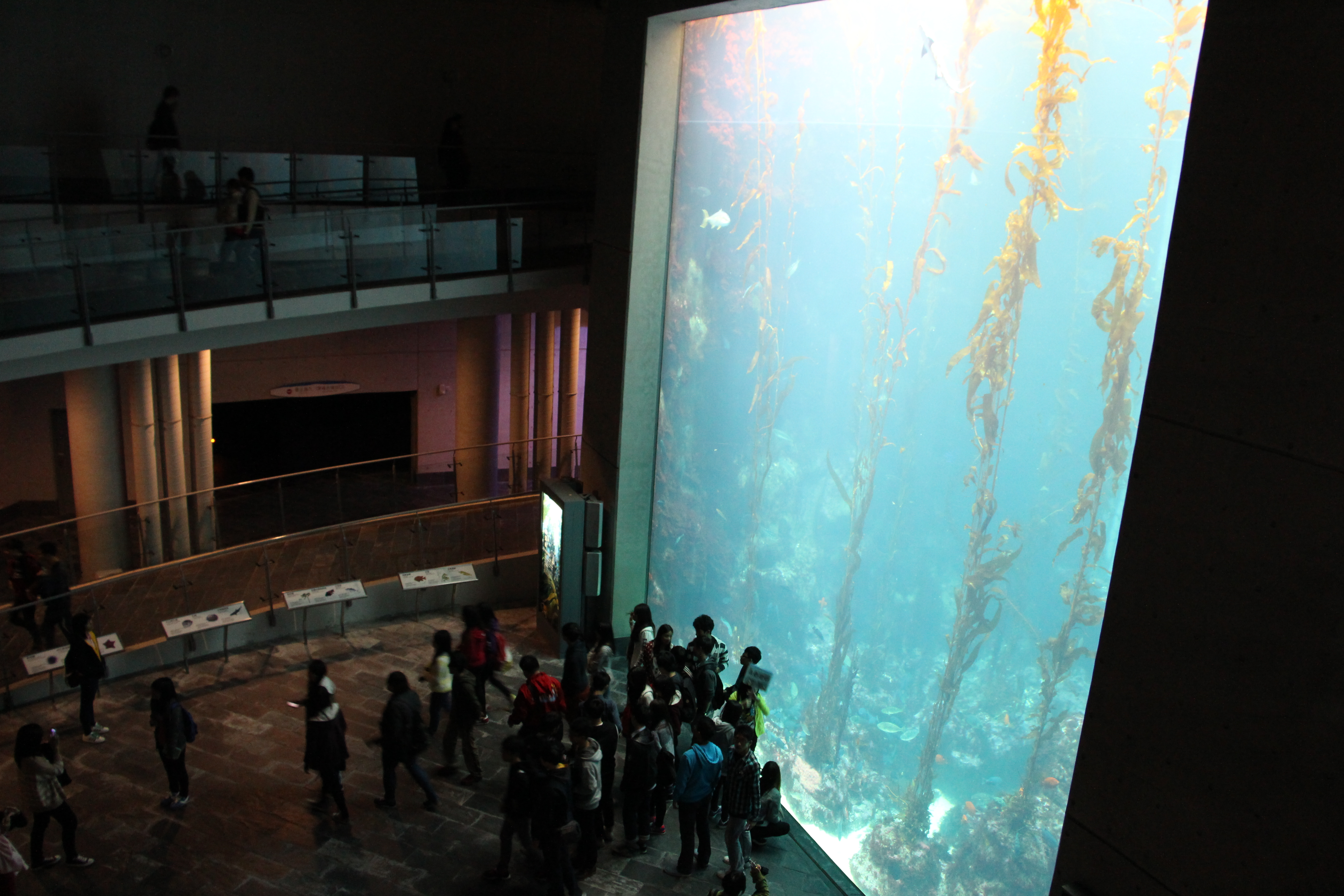
海藻森林

### 遊客中心
館區大廳，售票處設於此。

### 珊瑚王國館

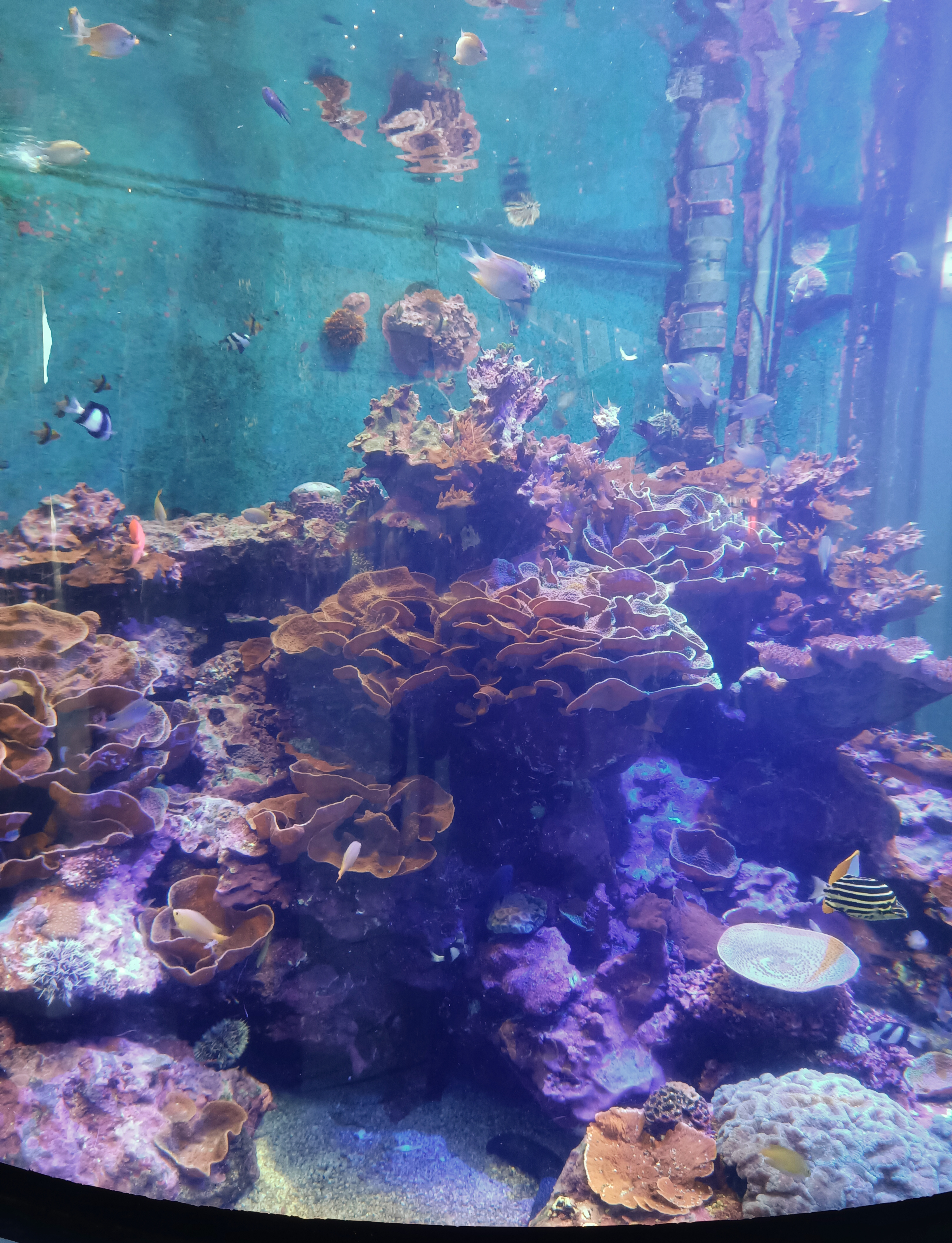
珊瑚王國館的珊瑚礁頂缸，國立海洋生物博物館

該區域廣納珊展示了從淺水區到深海的不同珊瑚礁棲息地。顯示基於海深、壓力、地形和光線的不同環境。其中設有海底隧道之區域。該隧道長約81公尺，曾經是亞洲最長的海底隧道，目前這個紀錄已經被中國大陸上海海洋水族馆（長155公尺）所超越。
展出的動物包括黑鰭鯊、河魨、獅子魚、鰻鯰、裸胸鱔、牛鼻鰩、鼻魚、蝴蝶魚和花園鰻。白鯨被安置在一個帶有隧道的展覽館中。

### 臺灣水域館
廣納以台灣水域生態生物為主題，包括高山溪流、水庫、河川下游、紅樹林、潮間帶、恆春半島與南灣珊瑚礁等棲息地，其中展示海洋開放水域的大洋池，其壓克力觀景窗有16.5公尺寬、4.85公尺高，池邊壓克力厚度約有33公分厚，其內曾豢養三尾鯨鯊及一尾鬼蝠魟。
河口區：此處為淡海水交際之處，生態受到潮汐和降雨影響，進而有了許多不同的及多樣的生物生存。設有半開放的紅樹林灘塗缸,展示招潮蟹、彈塗魚、海茄冬等河口常見動植物。亦設有展缸展示臺灣西部沿海常見的蚵棚養殖,缸中可見成串垂於水中的葡萄牙牡蠣, 及優游其中的布氏鯧鰺。

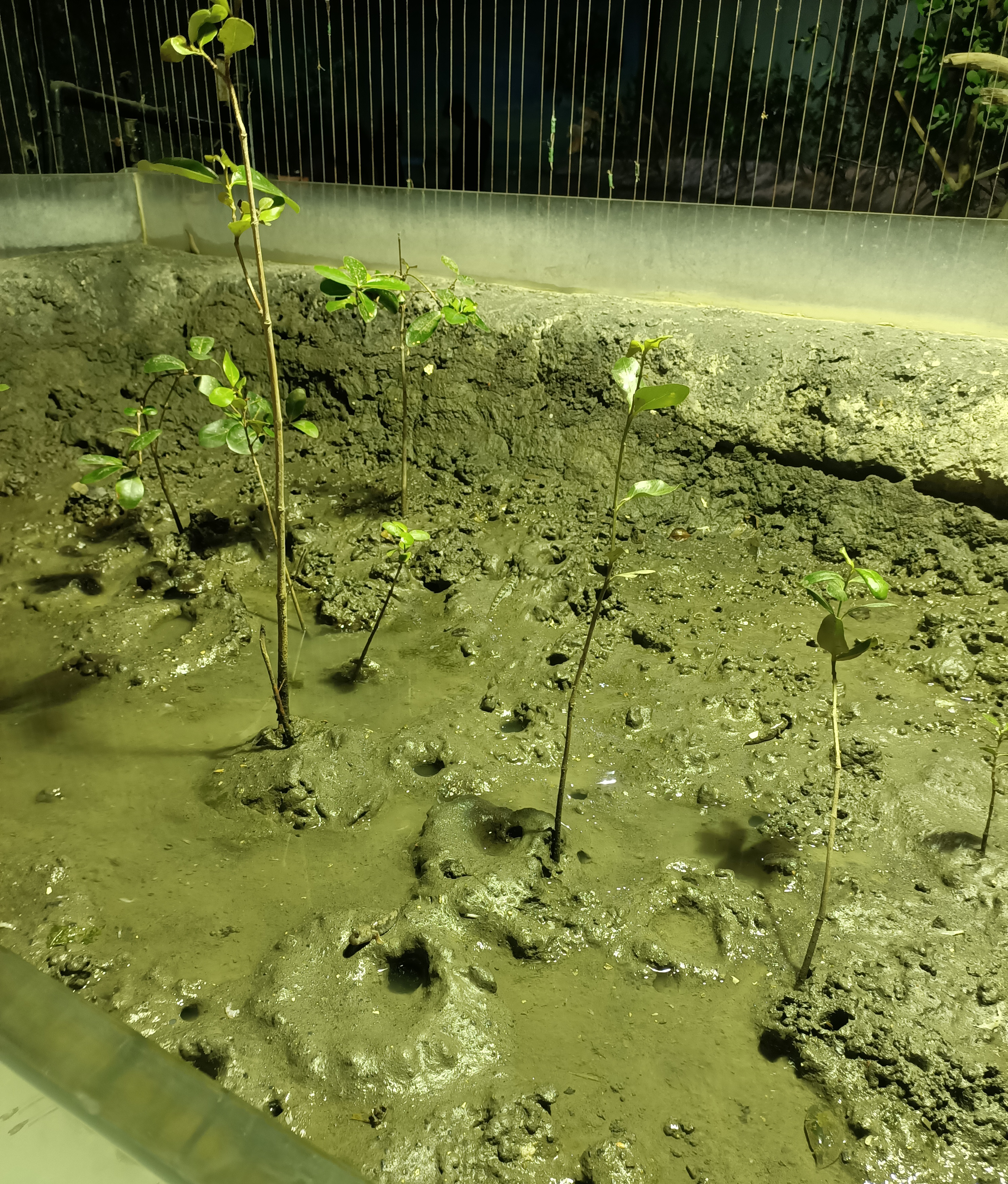
紅樹林灘塗生態展示缸，缸中養有招潮蟹和彈塗魚，國立海洋生物博物館

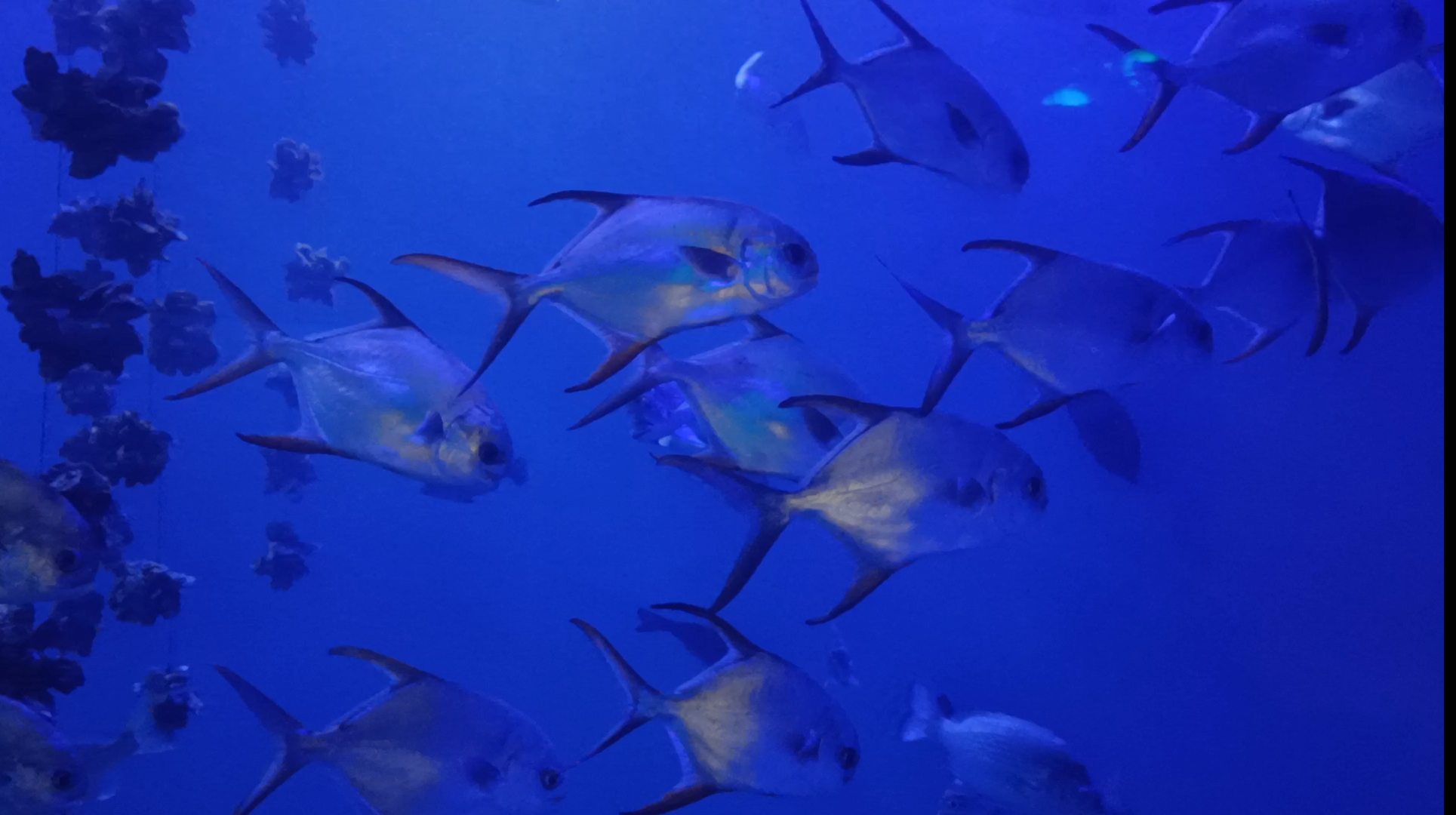
牡蠣養殖展示缸中的布氏鯧鯵，國立海洋生物博物館

潮間帶：為漲潮最高線到退潮最低線，環境變化劇烈且受波浪的衝擊，但仍有生物在此生存。以裝有定時造浪裝置的大型缸體模擬潮水拍至潮池的自然景觀,缸中可見蝶魚、雀鯛等魚類。另一側牆面設有小缸輪展數種珊瑚礁潮間帶常見生物,如眼斑雙鋸魚、茉莉花鱂、海馬、海龍、海葵、海星、海膽、章魚、清潔蝦、美人蝦，另外展覽區中央設有以海洋無脊椎動物為特色的觸摸池，池中育寄居蟹、海星、蕩皮參、白棘三列海膽（馬糞海膽）、紫海膽、染斑海兔。可以透過觸摸教學的形式，使遊客體驗珊瑚礁潮間帶的生態多樣性。
亞潮帶：一般是指潮間帶的低潮線以下到20~30公尺深的海域，會受到潮水和波浪所影響。這裡有搖曳生姿的藻類和熙熙攘攘的魚群。珊瑚礁谷缸中展示了亞潮帶中穿梭的魚類如烏翅真鯊等，南灣珊瑚礁缸則展示恆春半島南灣水域常見的珊瑚礁魚類,如擬刺尾鯛、額帶刺尾鯛、縱帶刺尾鯛、小高鰭刺尾鯛、烏面立旗鯛等。並設有活體軟珊瑚缸,展示軟珊瑚目、海葵目等刺絲胞動物。

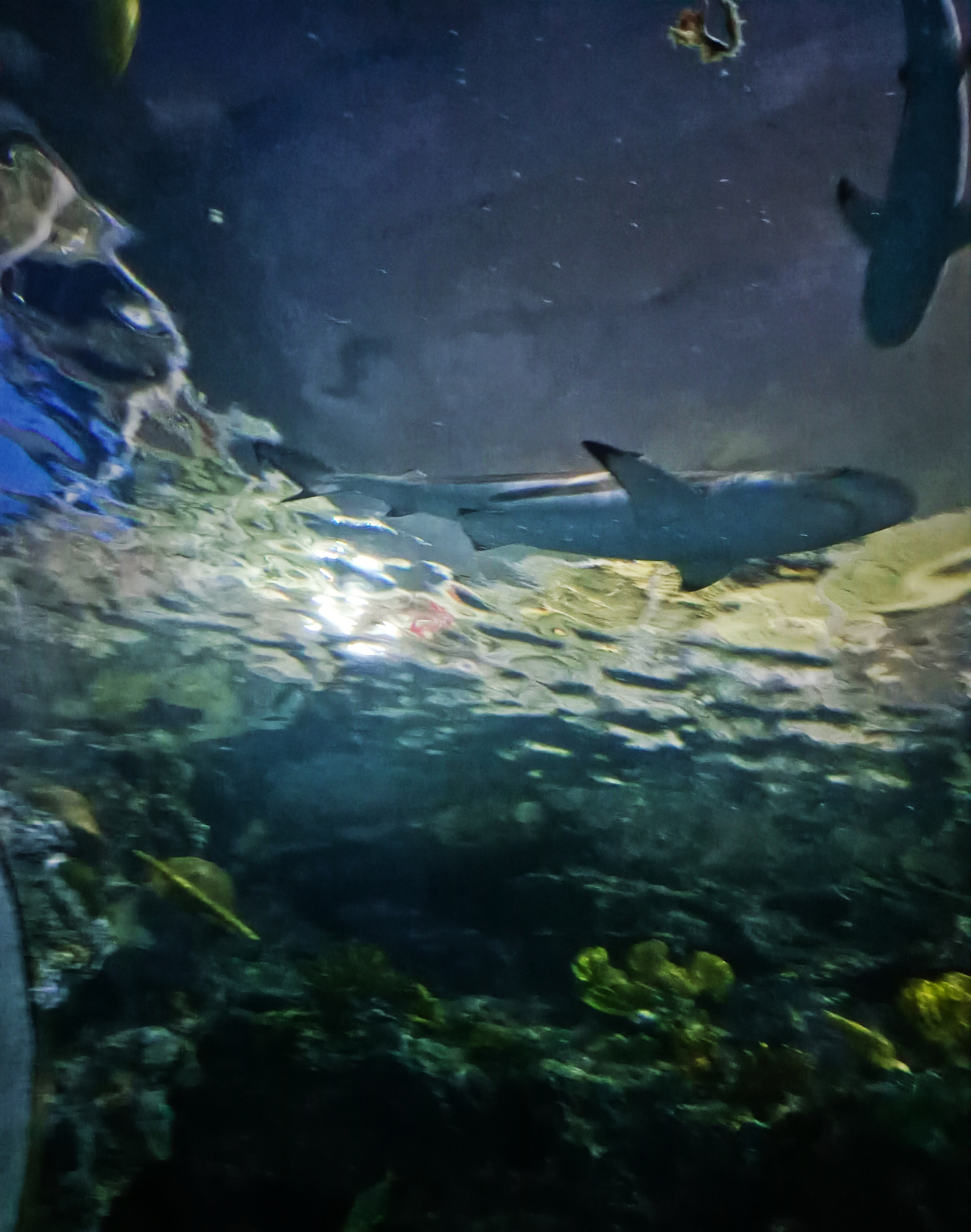
珊瑚礁谷缸，隧道式的設計可供遊客穿越觀賞，缸中飼有烏翅真鯊等魚類，國立海洋生物博物館

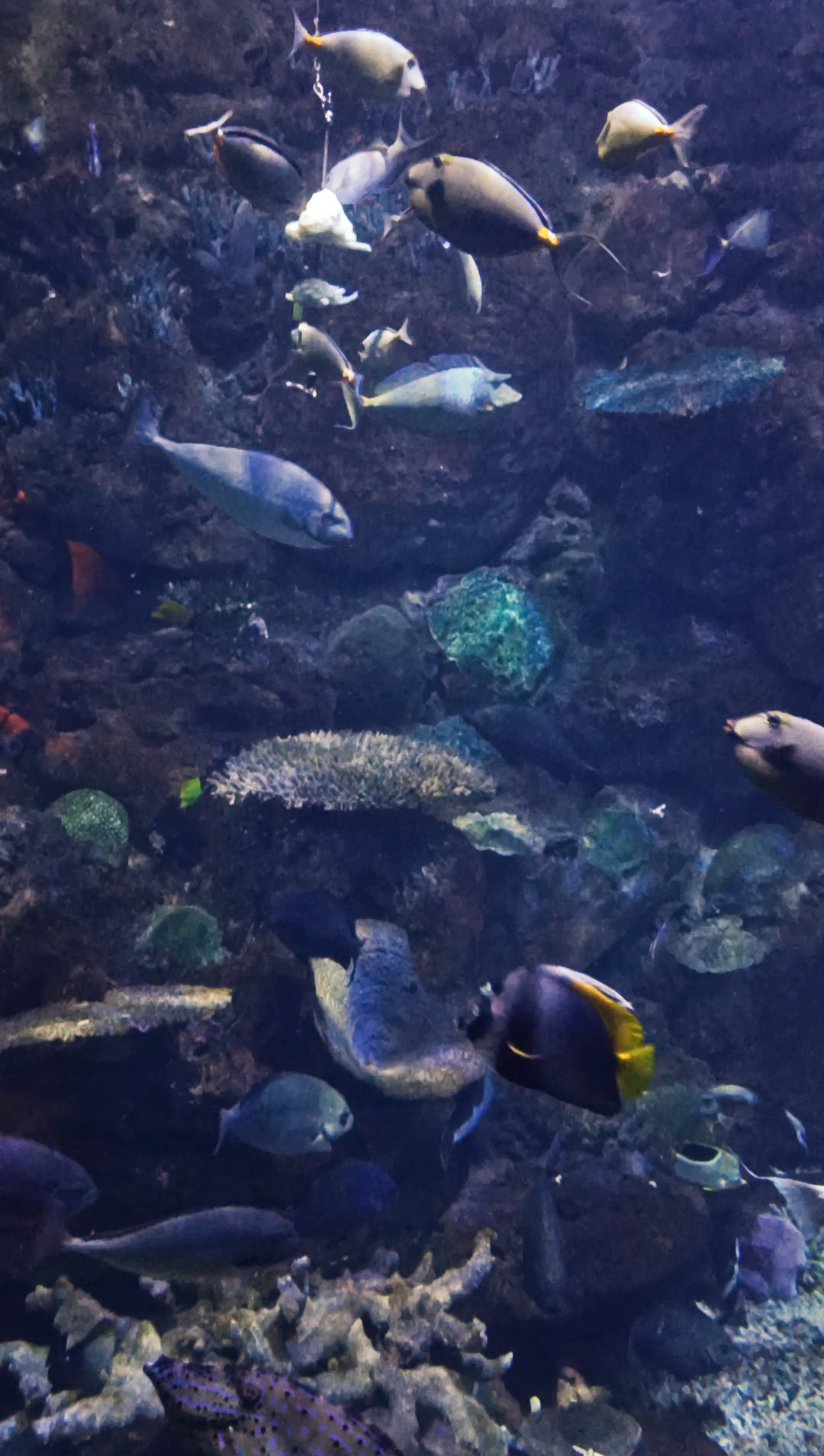
南灣珊瑚礁缸，展示恆春半島南灣水域的珊瑚礁生物，國立海洋生物博物館

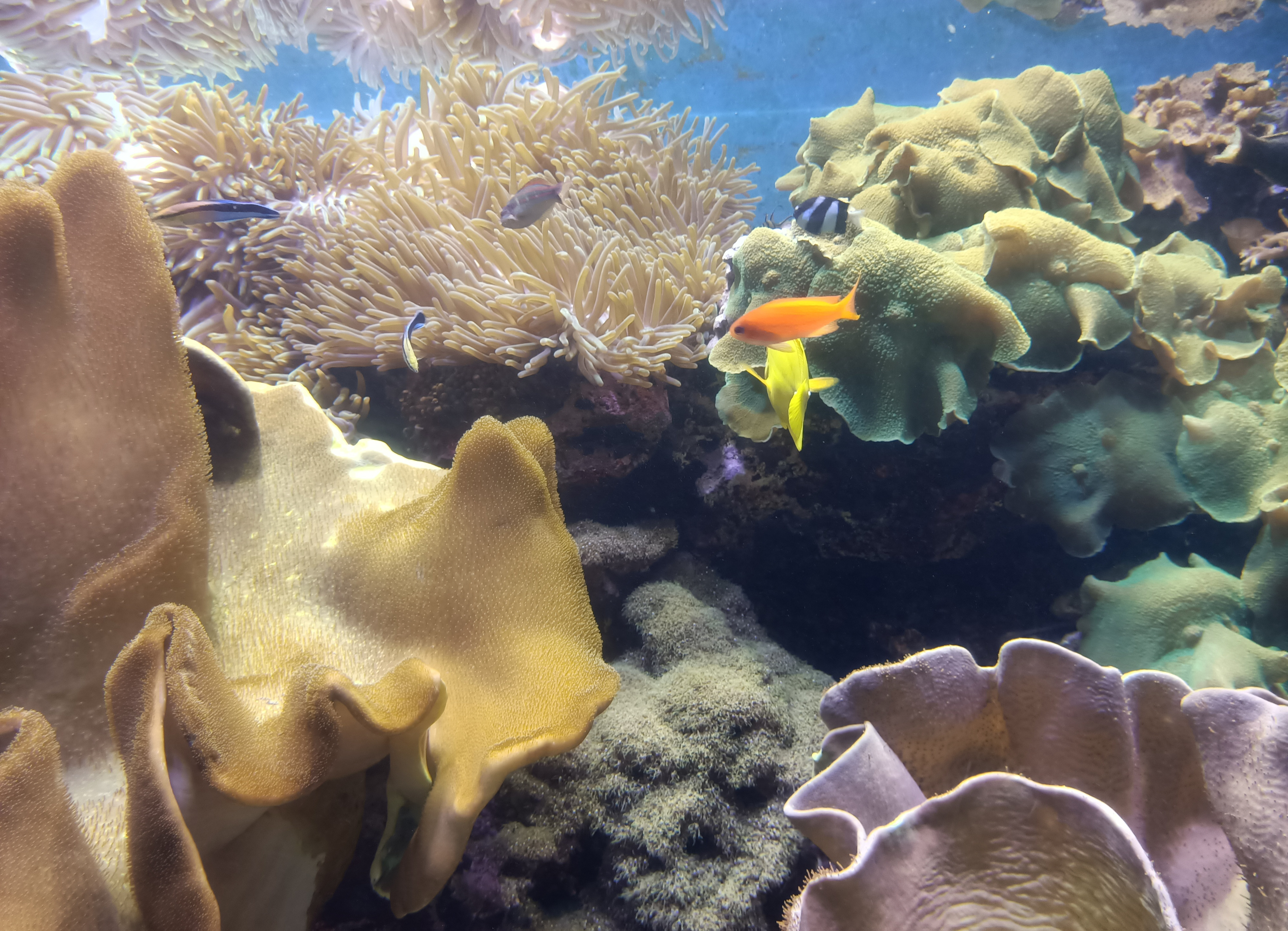
臺灣水域館中的軟珊瑚缸，缸中可見軟珊瑚目及海葵目，國立海洋生物博物館

在此展出的動物包括羅非魚、日本鰻鱺、鱒魚、墨魚、护士鲨、大海鰱、黄鳍金枪鱼、雪花鴨嘴燕魟等物種。

### 世界水域館

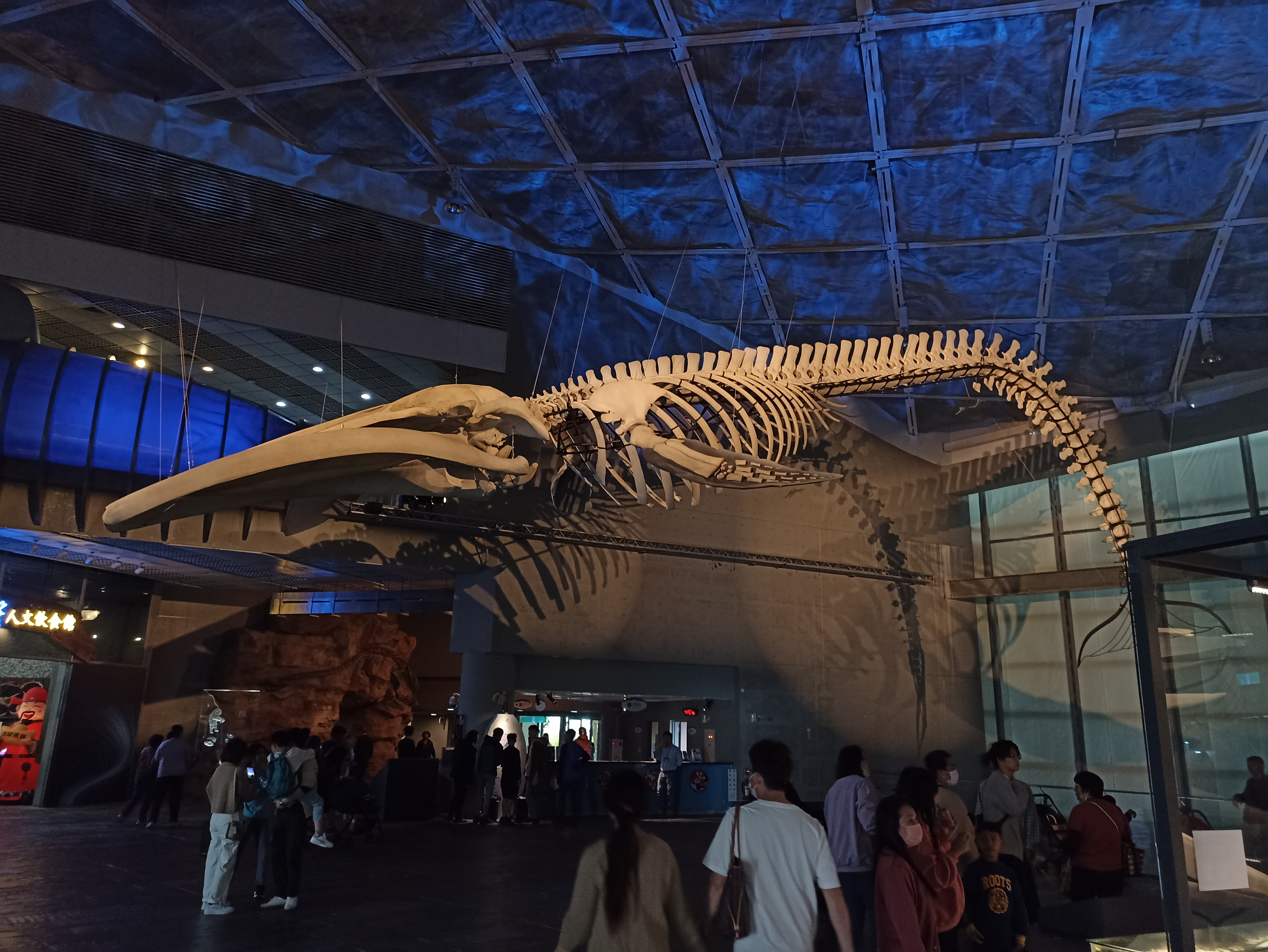
世界水域館大廳的藍鯨骨骼展示，國立海洋生物博物館

該設施於2006年4月28日完工開放，主要項目包括四大展區：古代海洋、海藻森林、深海水域、極地水域。除海藻森林以傳統之水族缸展示外，首創電子生態缸展示，以虛擬實境手法呈現古代海洋、深海、極地等生態環境。

•海藻森林：以高挑十公尺的大型水缸展示北美太平洋如加州海域的溫帶巨藻林生態，在缸中亦飼有爪哇裸胸鱔、紅縛平鮋、美國紅雀（加里波底雀鯛）等魚類悠游於藻葉之中。遊客可沿著環繞式坡道從一樓探視到水缸的頂端，並在二樓一窺棲身於巨藻海域的海豹。雖為巨藻缸，不過缸中展示的加州巨藻(Macrocystis pyrifera)無法完全長期人工照養或繁殖，連位於原產地、以巨藻缸展示聞名的蒙特利灣水族館亦無法突破此瓶頸仍需定期更換植株，更遑論是運至處於熱帶地區恆春半島的本館，因此缸中除了展示從加州空運進口的活體巨藻植株亦會在植株消亡時暫時混入替補人工仿製的巨藻進行展示。

•古代海洋：以展示海洋生命出現為開端，引導遊客進入埃迪卡拉紀、澄江生物群、寒武紀、奧陶紀、泥盆紀、中生代、新生代等地質年代，見證海洋生物的演化歷程，遊客可配戴3D眼鏡觀賞古代海洋中已滅絕生物的復原影像，如奇蝦、海蠍、鄧氏魚，亦可在中生代海洋劇場見證海洋爬行動物如大眼魚龍、滑齒龍與當時的指標生物菊石之間的生存角力，並在白堊紀末大滅絕後探尋鯨類如何進入海洋成為新生代海洋霸主。在展廳末端亦展示了多種水生活化石活體中華鱟（三棘鱟）、雀鱔、多鰭魚及曾有活體展示的珍珠鸚鵡螺（現為標本展示）和矛尾魚模型。
•極地水域：以多媒體裝置及互動呈現兩極地區的自然風貌，並展示如北極熊、企鵝、海豹等極地動物的自然棲地，本展廳亦活體展示極地海鳥，包括巴布亞企鵝、頰帶企鵝、阿德利企鵝、馬可羅尼企鵝及鳳頭海鸚，而同樣生活於極地水域的白鯨則展示於珊瑚王國館的鯨豚展示區。
2023年12月，臺灣首件藍鯨骨骼標本在此進行展出，該幼年藍鯨於2020年1月在臺東縣長濱鄉海灘發現，因身軀遭受漁網繩纏繞，長期無法進食導致死亡，遺體則交由海洋生物博物館、海洋委員會海洋保育署及國立成功大學鯨豚研究中心簽署合作備忘錄，歷時3年製作骨骼標本作為研究典藏並於世界水域館大廳公開展出。

### 濕地公園
其他空間
- 行政中心
- 第一研究大樓：標本典藏室
- 第二研究大樓：國立東華大學海洋生物學研究所
- 水族實驗中心
  - 墾丁天文台
- 學員宿舍

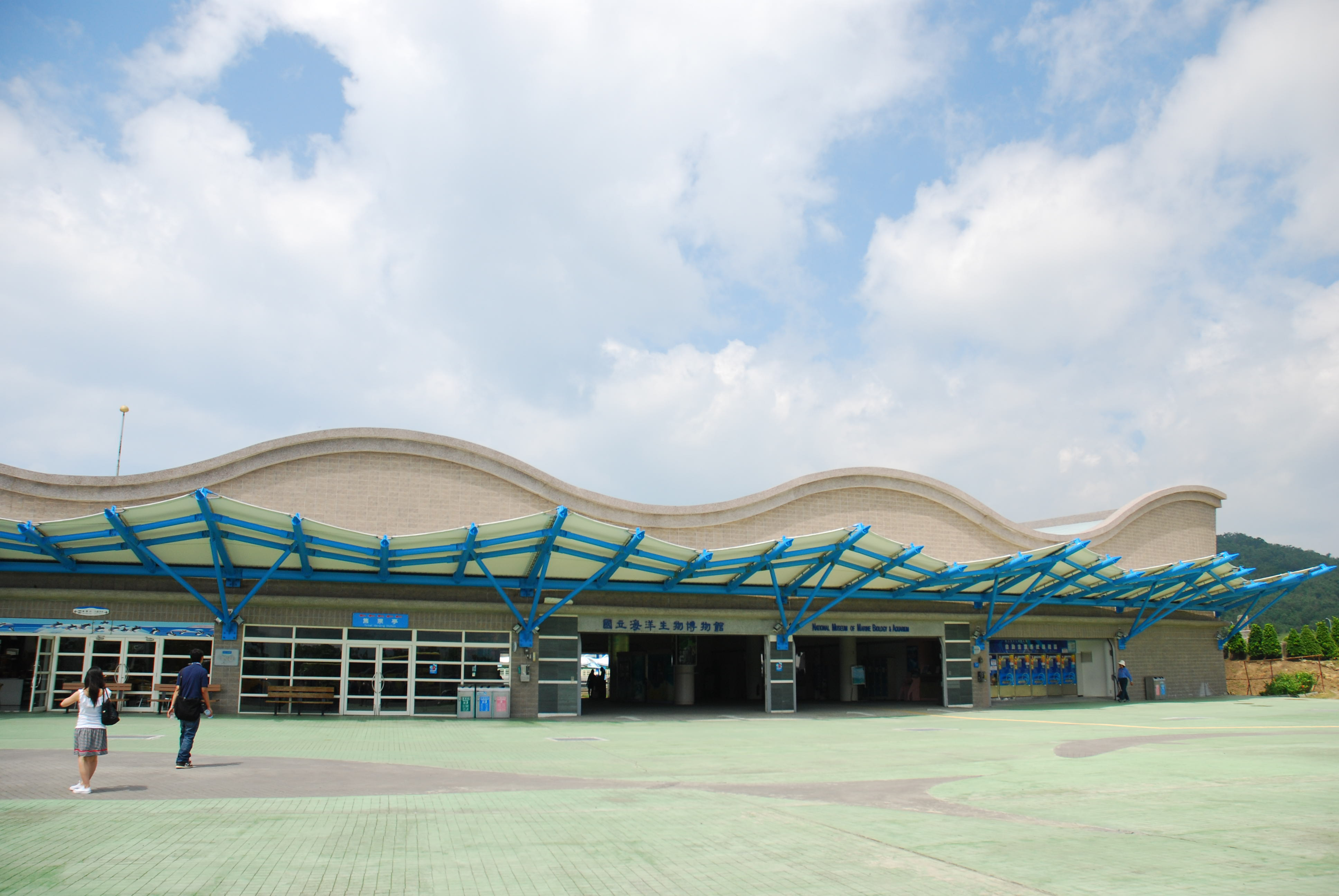
遊客中心
臺灣水域館
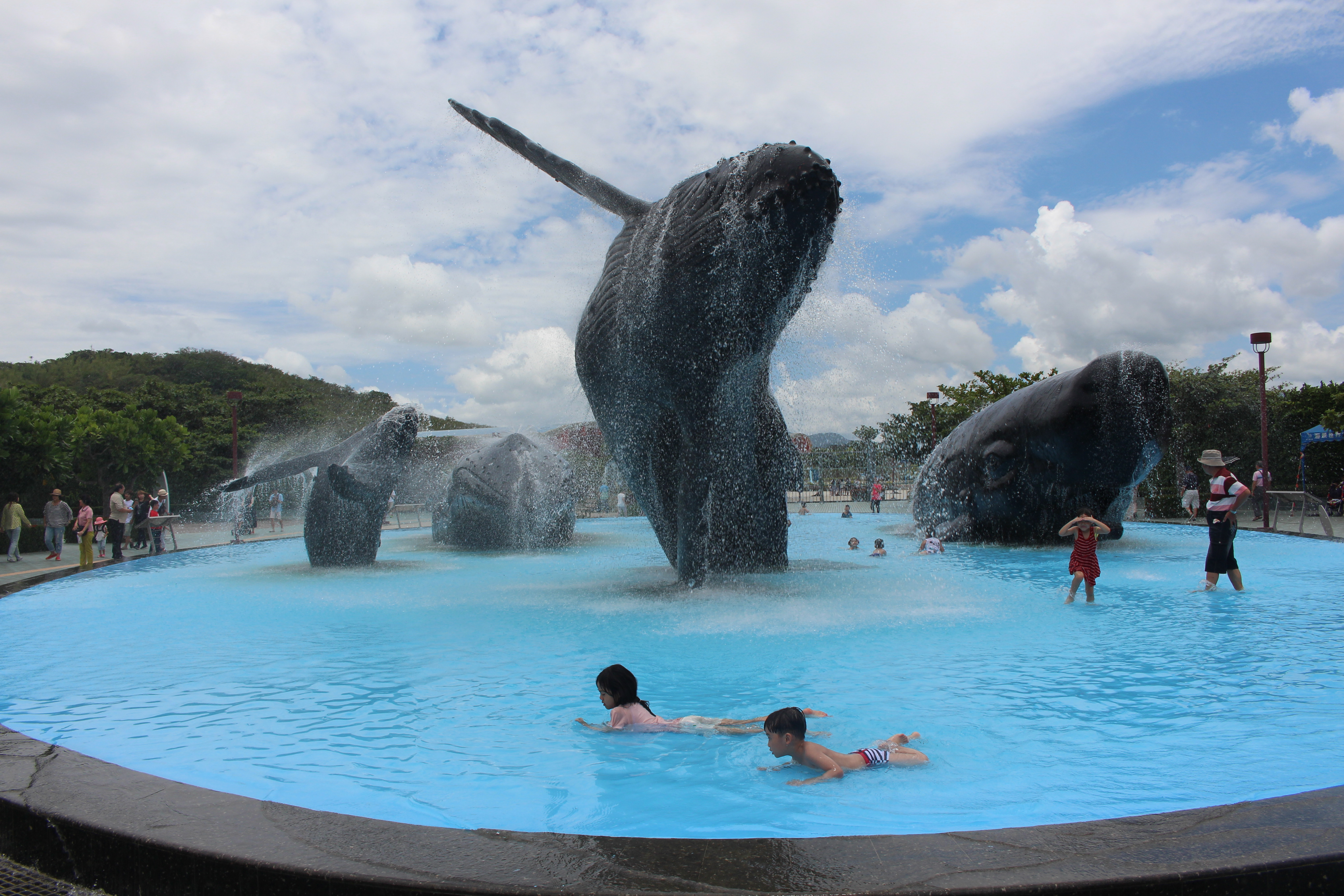
鯨魚親水廣場
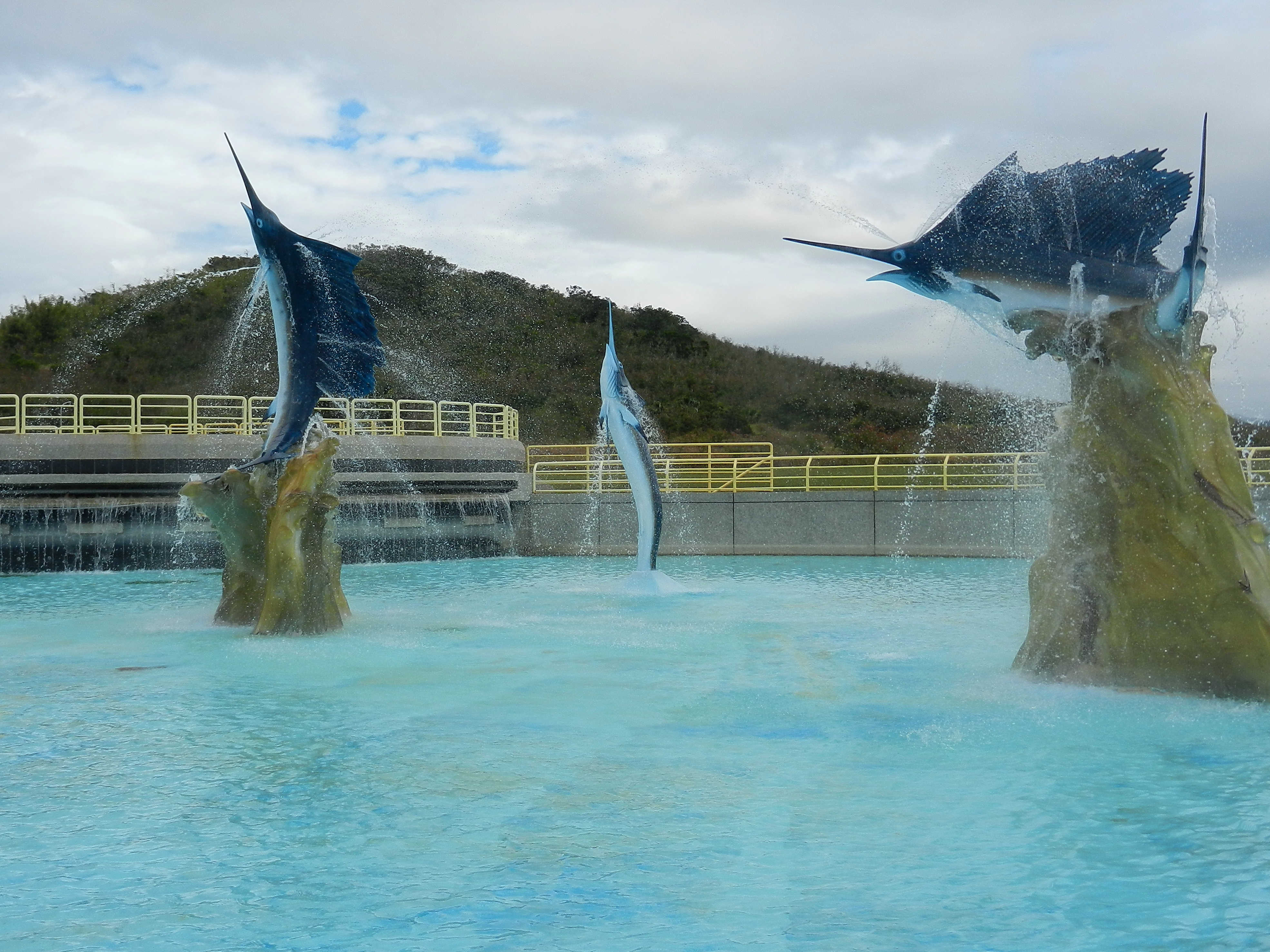
太平洋親水廣場
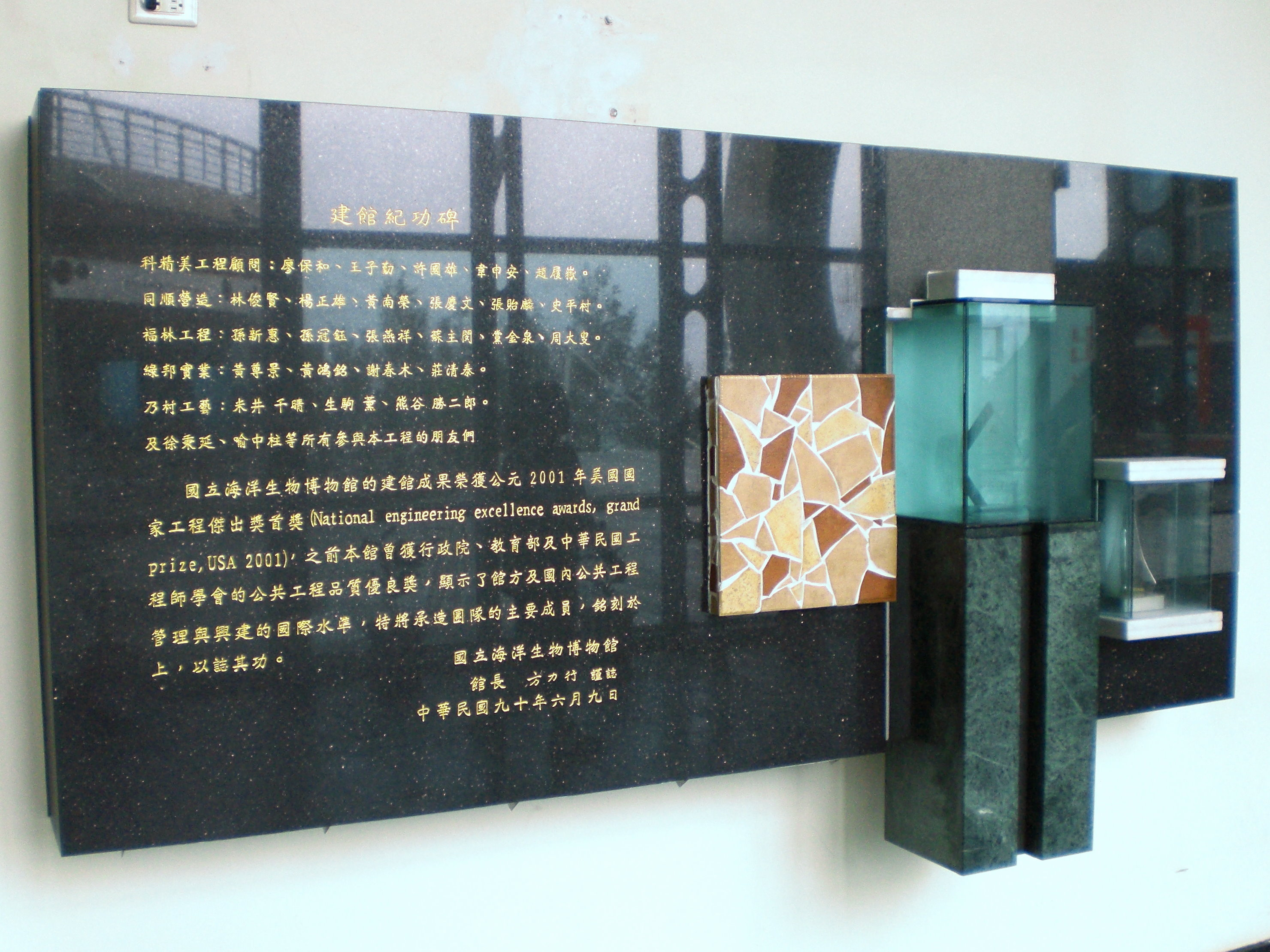
建館紀功碑

## 參觀資訊
全年無休。目前一般時段（平常日及周末）、暑假和農曆過年的營運時間不一樣。

## 交通資訊
- 屏東縣公共自行車租賃系統：
  - 國立海洋生物博物館：後灣路2號
- 台鐵海生館線(規劃中)
  - 海生館站

## 爭議事件

### 參與中國大陸南極研究
2014年12月22日，《自由時報》報導，2009年開始，海生館研究團隊參與中國大陸南極團隊研究，曾至南極中國大陸長城站進行科學調查。2014年進行研究時，穿上中國大陸南極考察隊制服，中國國家海洋局核准18項科考項目中，國際研究項目中只有土耳其，中華民國未被承認。前台灣南極學會秘書長李後進批評此舉影響主權，在台灣引起是否降低國格的爭議。海生館研究員宋秉鈞認為，參與中國大陸調查隊的活動，才能獲得較大範圍的科學研究自由，參加中國大陸研究團隊可獲後勤支援，並有研究主導權。但該報仍批評，「海生館此舉已成為中華人民共和國統戰的宣傳，百度百科與媒體均大肆報導」。
2014年12月22日，教育部終身教育司副司長李毓娟表示，中華民國從2009年開始展開極地考察，因自己沒有研究站，在寒天凍地下自負輸運物資非常辛苦，因此和各國一樣採取合作機制；北極工作站合作國家包括美國、德國、法國等，南極工作站合作國家則包括泰國、澳洲、中華民國、中華人民共和國等，中華民國只是用中國大陸工作站的其中一個國家，各國共享研究成果，且海生館發言都用「國立海洋生物博物館」，並無自降國格；南極工作站是由中國大陸設置，所有參與研究的12國工作人員都穿一樣的制服，若有管理階層到工作站，所有參與的研究人員都會互相支援；而台灣的極地研究並未拿教育部經費，預算是由民間企業贊助。民主進步黨立法委員鄭麗君批評，海生館經費六成來自教育部的公務預算，研究人員領的是台灣人民納稅錢，卻自我認同嚴重混淆，自甘被中國大陸矮化、吃豆腐。民主進步黨立法委員陳亭妃說，台灣透過國際合作模式參與其他國家的任何研究，不會有人阻止，也沒有矮化的問題；「南極研究為何非中國不可？說不過去」，她會要求海生館到立法院報告，如果確有遭矮化情事發生，她將要求懲處相關失職人員。

## 外部連結
- （繁體中文）（英文）國立海洋生物博物館 （页面存档备份，存于）
- 屏東國立海洋生物博物館的Facebook專頁
- 林保寶 鍾士為 天下資料．三百人夜宿海龍宮，在夢鄉與魚兒共游 （页面存档备份，存于）．微笑台灣．2014-08-27
- 墾丁海生館的新浪微博
- 國立海洋生物博物館的Facebook專頁
- Hello,海洋（海洋館的活動頁）的Facebook專頁
- YouTube上的國立海洋生物博物館頻道
- YouTube上的屏東國立海洋生物博物館頻道
- . YouTube. Jan 20, 2018  [23 April 2022]. （原始内容存档于2022-04-23）.